# Johannes Paulus Lotsy
Johannes Paulus Lotsy (11 avril 1867, Dordrecht — 17 novembre 1931, Voorburg), est un botaniste néerlandais.

## Ouvrages
Il publie, entre autres :
- Evolution  by  means  of  hybridization, 1916. La Haye, Pays-Bas, Martinus Nijhoff
- Van den Atlantischen Oceaan naar de Stille Zuidzee en 1922.